# Stadion Sheriff
Stadion Sheriff je nogometni stadion u moldovskom gradu Tiraspolu te je dom nogometne momčadi FC Sheriff Tiraspol. Stadion je u vlasništvu istoimene korporacije Sheriff te ima kapacitet od 14.300 mjesta. Teren je od prirodne trave te ima sustav drenaže.
Osim nogometnog kluba Sheriff Tiraspol, ovdje svoje međunarodne utakmice igra i moldovska reprezentacija.
Na terenu veličine 40 hektara nalazi se glavni stadion Sheriff te pet manjih terena i sportska dvorana za korištenje tijekom zime. Tu su i škola nogometa za djecu te rezidencija za igrače FC Sheriffa. Trenutno je u izgradnji i luksuzni hotel s pet zvjezdica.
Radovi na izgradnji cijelog sportskog kompleksa su započeli u kolovozu 2000. te su završeni u srpnju 2002. Stadion krasi i osvjetljenje čija jačina iznosi 400, 800, 1.200 i 1.600 luxa.
Stadion je impresionirao svoje posjetitelje, uključujući i Seppa Blattera (predsjednik FIFA-e), Hansa Krankla (bivši austrijski izbornik) i Willie McDougalla (predsjednik škotskog nogometnog saveza). Također, stadion je prikazan i u sportskoj rubrici britanskog BBC-a.

## Vanjske poveznice
- Sheriff-Stadion (de.Wiki)